# Società italiana per l'organizzazione internazionale
La Società Italiana per l'Organizzazione Internazionale (SIOI) è un ente privato e indipendente. Fondata il 4 ottobre 1944 grazie al supporto di Alcide De Gasperi, ha sede a Roma; riconosciuta con D.P.R. del 27/12/1948 n.1700 è disciplinata con D.P.R. del 28/12/1982 n. 948.
La SIOI ha come finalità istituzionale la ricerca e lo studio su temi dell'organizzazione e cooperazione internazionale e sullo sviluppo delle relazioni internazionali e sull'integrazione europea, e la formazione a carriere internazionali.
La SIOI svolge la sua attività nella sede centrale di Palazzetto Venezia a Roma e opera anche presso le sue sezioni di Torino, Milano e Napoli.

## Storia ed attività
La SIOI svolge attività di formazione diplomatica sia per il Ministero degli Affari Esteri sia per istituzioni internazionali e per la pubblica amministrazione italiana. Organizza inoltre un'intensa attività di convegni e seminari sulle relazioni internazionali, e da molti anni ha organizzato numerosi corsi di specializzazione e alcuni master a carattere internazionalistico.
In particolare, dal 1946 organizza il corso di preparazione alla carriera diplomatica in collaborazione con il Ministero degli Affari Esteri. Promuove anche numerosi corsi preparatori per funzionari e dirigenti su incarico dell'Unione europea. La sua biblioteca raccoglie tutti i documenti delle Nazioni Unite e della Società delle Nazioni fin dalle loro origini, provenienti dalle sedi delle Nazioni Unite di New York, Ginevra e Vienna oltre che, dal 1958, tutte le pubblicazioni delle istituzioni comunitarie.
Dal 1946 fa parte dell'Unione internazionale delle accademie diplomatiche, con sede a Vienna. La SIOI è l'associazione italiana per le Nazioni Unite membro fondatore della Federazione mondiale delle associazioni per le Nazioni Unite (WFUNA).
Dal 2012 al 2022 ne è stato presidente Franco Frattini, primo politico a ricoprire un incarico finora riservato a diplomatici ed accademici di altissimo livello. Dal 2023 è stato eletto Presidente l'Ambasciatore Riccardo Sessa, che ne era dal 2012 membro del Consiglio Direttivo e poi Vice Presidente. Gli attuali vicepresidenti sono Marcello Salimei, Sergio Marchisio e Sara Cavelli. Il Direttore Generale è Cristina Puccia mentre il Condirettore con delega alla Formazione è Eva Palombo.
La SIOI pubblica una rivista trimestrale dal titolo "La Comunità internazionale" dedicata a questioni di relazioni internazionali e di diritto internazionale.

## Sezioni distaccate
La sede centrale è a Roma; le Sezioni hanno sede a Torino (Sezione Piemonte e Valle d'Aosta) e Milano (Sezione Lombardia).

### Sezione Piemonte e Valle d'Aosta
La Sezione Piemonte e Valle d'Aosta della SIOI ha sede a Torino e porta avanti una serie di attività volte alla promozione delle tematiche inerenti alle organizzazioni internazionali sul territorio del Piemonte e della Valle d'Aosta. La sede è sita presso il Campus delle Nazioni Unite di Torino e custodisce anche la Biblioteca Depositaria 186 delle Nazioni Unite.
La sezione è stata fondata l'11 marzo 1947 a Torino come "Sezione di Torino" e ha avuto come primo presidente Gioele Solari. Tra i suoi membri si ritrovano alcuni degli esponenti di spicco della società civile torinese, come Norberto Bobbio che ne fu segretario dal 1949 al 1958 o Adriano Olivetti che ne fu consigliere dalla fondazione fino all'anno della sua morte nel 1960.
Dal 2007, ha esteso le sue attività anche alla Valle d'Aosta ed ha mutato il suo nome in "Sezione Piemonte e Valle d'Aosta".
Oltre alle attività di formazione e promozione in ambito internazionalistico, la sezione porta avanti numerose collaborazioni con l'Università degli Studi di Torino.

## Movimento Studentesco per l'Organizzazione Internazionale
Il MSOI rappresenta la sezione giovanile della Società. Nato nel 1947 in Roma è il membro giovanile italiano del WFUNA, rendendo il Movimento l'Associazione giovanile delle Nazioni Unite in Italia (United Nations Youth Association). Diffusa a livello nazionale in comitati locali (Gorizia, Milano, Napoli, Roma, Torino) ha lo scopo di avvicinare i giovani al mondo delle relazioni internazionali attraverso attività dedicate ai giovani tra i 16 ed i 30 anni, principalmente studenti universitari. Le attività consistono in simulazioni dei lavori delle organizzazioni internazionali, collaborazioni con rappresentanze diplomatiche straniere in Italia, conferenze, seminari e viaggi istituzionali.

## Presidenti della SIOI
- Dionisio Anzilotti (1944 - 1947)
- Nicolò Carandini (1948 - 1962)
- Roberto Ago (1963 - 1992)
- Umberto La Rocca (1993 - 2011)
- Franco Frattini (2012 - 2022)
- Riccardo Sessa (2022 - in corso)